# Gonçalo Alves
Gonçalo Alves (Vila Nova de Famalicão, 26 luglio 1993) è un hockeista su pista portoghese.

## Palmarès

### Club

#### Titoli nazionali
- Campionato portoghese: 2

Porto: 2016-2017, 2018-2019
- Coppa del Portogallo: 3

Porto: 2015-2016, 2016-2017, 2017-2018
- Supercoppa del Portogallo: 4

Porto: 2016, 2017, 2018, 2019
- Elite Cup: 1

Porto: 2019

#### Titoli internazionali
- Coppa Intercontinentale: 1

Porto: 2021

### Nazionale
- Campionato mondiale: 1

Barcellona 2019
- Campionato europeo: 2

Oliveira de Azeméis 2016